# Jukka Porvari
Jukka Porvari (* 19. ledna 1954, Tampere) je bývalý finský hokejový útočník. Finsko reprezentoval na ZOH 1980 v Lake Placid, na Kanadském poháru 1981 a 4× na Mistrovství světa (1977, 1978, 1979 a 1981).
V NHL odehrál za týmy Colorado Rockies a New Jersey Devils celkem 39 zápasů v základní části, ve kterých vstřelil 3 góly a zaznamenal 9 asistencí.